# Awa Maru
L’Awa Maru (阿波丸) est un paquebot japonais, propriété de Nippon Yusen Kaisha (NYK). Le navire a été construit en 1941-1943 par Mitsubishi Shipbuilding & Engineering Co. à Nagasaki, au Japon. Le navire avait été conçu pour transporter des passagers, mais le début de la Seconde Guerre mondiale a changé son usage.
Le nom du navire vient en partie de l'ancienne province d'Awa sur l'île de Shikoku de la préfecture moderne de Tokushima. Cet Awa Maru était le deuxième de NYK à porter ce nom. Un Awa Maru (en) de 6 309 tonnes avait été lancé en 1899 et mis hors service en 1930.

## Histoire
Le navire a été construit par Mitsubishi à Nagasaki, sur l'île méridionale de Kyushu. La quille a été posée le 10 juillet 1941. L’Awa Maru a été lancé le 24 août 1942, et achevé le 5 mars 1943.

## Guerre du Pacifique
L’Awa Maru a été réquisitionné et réaménagé pour une utilisation auxiliaire par la marine impériale japonaise pendant la Seconde Guerre mondiale.
En 1945, l’Awa Maru a été employé en tant que navire de secours de la Croix-Rouge, transportant des vivres indispensables aux Américains et aux Alliés faits prisonniers de guerre et détenus par les Japonais. Dans le cadre de l'accord sur le secours aux prisonniers de guerre, le paquebot était censé passer en toute sécurité sans craindre les forces alliées et le commandement allié avait donné des ordres à cet effet.
Après avoir livré ses approvisionnements, l’Awa Maru a embarqué plusieurs centaines de passagers, officiers de la marine marchande, militaires, diplomates et civils à Singapour. Des rumeurs circulaient, prétendant que le navire transportait environ 5 milliards de dollars sous forme de 40 tonnes d'or, 12 tonnes de platine et 150 000 carats (30 kg) de diamants et autres matières stratégiques. Des sources plus crédibles identifiaient alors la cargaison comme n'étant probablement que du nickel et du caoutchouc.
La raison principale pour laquelle on a pensé que l’Awa Maru transportait un important trésor, c'est que le paquebot a été observé à Singapour étant chargé avec d'énormes quantités de riz dans des sacs, mais ce soir-là les quais avaient été évacués et les troupes amenées à décharger le riz, puis à recharger de la contrebande.
Son voyage a aussi correspondu à la dernière trace possible des restes fossiles de l'Homme de Pékin à Singapour, qui y étaient à l'époque et étaient d'une valeur inestimable. Il existe plusieurs théories concernant la disparition des fossiles de l'Homme de Pékin au cours de la Seconde Guerre mondiale, une de ces théories est qu'ils ont coulé avec l’Awa Maru en 1945.
Le navire quitta Singapour le 28 mars mais le 1er avril, il fut intercepté tard dans la nuit dans le détroit de Taïwan, près de l'Île Niushan, par le sous-marin américain USS Queenfish (SS-393), qui le prit pour un destroyer. L’Awa Maru était un navire-hôpital sous la protection de la Croix-Rouge, et selon les règles établies, son parcours de retour au Japon avait été révélé aux Alliés.
Les torpilles du Queenfish ont coulé le navire. Un seul des 2 004 passagers et membres d'équipage a survécu. Le commandant du Queenfish, le commandant Elliott Loughlin (en) a été déféré par l'amiral Ernest King devant une cour martiale. Quand l’Awa Maru a coulé, il transportait une cargaison de caoutchouc, de plomb, d'étain et de sucre. Dix-sept cents marins et 80 passagers de première classe, tous des survivants de naufrages de navires, y étaient transportés de Singapour au Japon. Le seul survivant a affirmé qu'il n'y avait pas de fournitures de la Croix-Rouge à bord, celles-ci ayant été précédemment déchargées.

## Lendemain du naufrage
Le commandant Loughlin a été reconnu coupable de négligence et le gouvernement américain a proposé, par l'intermédiaire de la Suisse neutre, un navire similaire pour le remplacer. Le Japon a exigé une indemnisation complète.
Le jour même de la capitulation du Japon, le 14 août 1945, le ministre des Affaires étrangères, Shigenori Tōgō, a envoyé un message aux États-Unis, par Berne, exigeant le paiement de 196 115 000 ¥ (45 millions de dollars) pour la perte de 2 003 vies ; de 30 370 000 ¥ (7,25 millions de dollars) pour les marchandises qui étaient à bord de l’Awa Maru, et diverses autres revendications, pour une somme totale de 227 286 600 ¥ ou environ $ 52,5 millions. Le message ne mentionne pas de lingots d'or.
Le Japon n'a jamais été payé, et en 1949, l'affaire fut classée,.
En 1980, la République populaire de Chine a lancé l'un des plus grands efforts de recherche pour un navire coulé. Le site du naufrage avait été identifié et localisé en 1977. Malgré la conviction que le navire transportait des milliards en or et en bijoux, 5 ans d'efforts et les 100 millions de dollars dépensés, la recherche a été infructueuse. Aucun trésor n'a été trouvé. De nombreux objets personnels retrouvés ont été retournés au Japon.
Au lendemain de la tentative de récupération, la National Security Agency (NSA) a étudié des milliers de communications interceptées pour déterminer ce qu'il était réellement advenu du trésor. À la suite de ces recherches, il a été déterminé que le trésor ne devait pas être ramené au Japon. Il devait être envoyé du Japon à Singapour, d'où il aurait ensuite été livré à la Thaïlande. L'or aurait été livré avec succès, le paquebot rechargé avec une cargaison d'étain et de caoutchouc pour le voyage de retour au Japon.

## Passagers décédés dans le naufrage
- Gōtarō Ogawa (1876-1945), économiste et homme politique.

### Liens connexes
- Liste des navires-hôpitaux coulés pendant la Seconde Guerre mondiale
- Asahi Maru
- Buenos Aires Maru